# Hedvika Mazovská
Hedvika Mazovská (polsky Jadwiga mazowiecka, 1392? – po 19. únoru 1439) byla manželka uherského magnáta Jana Gorjanského.
Narodila se jako nejstarší dcera plockého knížete Zemovíta IV. a Alexandry, sestry polského krále Vladislava II. Jagella. 3. ledna 1410 byla provdána za Jana Gorjanského. Sňatek zaranžovaný Heřmanem Celjským měl sblížit uherský a polský dvůr. Hedvice nepřinesl lidské štěstí, roku 1428 ovdověla. O sedm let později byla nařčena z manželovy smrti, cizoložství a podněcování dcery k prostituci. Králem Zikmundem byla odsouzena ke ztrátě majetku a zbytek života strávila v žaláři na hradech patřících rodu Gorjanských.